# Diceros bicornis occidentalis
Diceros bicornis occidentalis is een ondersoort van de zwarte neushoorn.

## Taxonomie
Diceros bicornis occidentalis wordt vaak aangezien voor de al uitgestorven zuidelijke zwarte neushoorn of de zuidoostelijke zwarte neushoorn (Diceros bicornis bicornis), onder meer door het IUCN. Het holotype was ongeveer 16 maanden oud toen hij door Mr. Müller werd gevangen rond 1914 nabij de Kunene die ligt in het grensgebied tussen Angola en Namibië. Het holotype werd naar Tierpark Hagenbeck getransporteerd waar het twee jaar later overleed. Later werd aan de hand van het bewaarde skelet en huid geconstateerd dat het om een nieuwe soort ging in 1922.

## Beschrijving
Diceros bicornis occidentalis heeft net als de andere zwarte neushoornsoorten een relatief breed hoofd achter de ogen en kleine functies in het gebit. De grootte van de neushoorn is individueel zeer variërend. Volwassen exemplaren kunnen variëren van een schouderhoogte van 140 cm tot 180 cm en een lengte van 3 tot 3,75 meter. Het gewicht bedraagt tussen de 800 en 1500 kg. Ze zijn geschikt voor de droge savanne en woestijnklimaten. 

## Dieet
Het dieet van de Diceros bicornis occidentalis bestaat voornamelijk uit takken, doornstruiken en fruit. Dit willen ze het liefst in overvloed waardoor ze een dicht bebost gebied prefereren. 

## Bedreigingen
Historisch bekeken komt de soort voor in Angola en Namibië, maar hun huidige spreiding is afgenomen. Het grootste deel van de soort bevindt zich voornamelijk in Namibië. Slechts één tot vier exemplaren zijn gemeld vanuit Angola. Ook worden ze geïntroduceerd in Zuid-Afrika. De populatie stijgt tot 1920 dieren in 2010 waarvan 55,8% volwassen is. Toch zijn stropers een doorn in het oog voor het bestaan van de ondersoort. Er zijn maatregelen genomen, maar de stijgende hoornprijs werkt dat tegen.